# Trichilia lovettii
Trichilia lovettii är en tvåhjärtbladig växtart som beskrevs av M. Cheek. Trichilia lovettii ingår i släktet Trichilia och familjen Meliaceae. Inga underarter finns listade i Catalogue of Life.